# Bethany (Missouri)
Bethany é uma cidade localizada no estado americano de Missouri, no Condado de Harrison.

## Demografia
Segundo o censo americano de 2000, a sua população era de 3087 habitantes. 
Em 2006, foi estimada uma população de 3082, um decréscimo de 5 (-0.2%).

## Geografia
De acordo com o United States Census Bureau tem uma área de 
11,5 km², dos quais 11,5 km² cobertos por terra e 0,0 km² cobertos por água. Bethany localiza-se a aproximadamente 272 m acima do nível do mar.

## Localidades na vizinhança
O diagrama seguinte representa as localidades num raio de 24 km ao redor de Bethany. 